# トム・シーバー
トム・シーバー（英語: Tom Seaver, 本名：ジョージ・トーマス・シーバー（George Thomas Seaver, 1944年11月17日 - 2020年8月31日）は、アメリカ合衆国・カリフォルニア州フレズノ出身の元プロ野球選手（投手）。右投右打。愛称は「"トム・トリフィック"（"Tom Terrific"）」、「"フランチャイズ"（"Franchise"）」。
MLBタイ記録及びギネス世界記録である10打者連続奪三振達成者。

## 経歴

### メッツ時代
1965年のMLBドラフト10巡目（全体190位）でロサンゼルス・ドジャースから指名を受けるが、契約せず。1966年1月のドラフトでアトランタ・ブレーブスから指名を受けるが、在学していた南カリフォルニア大学のルールで無効となった。結果としてブレーブスとは契約できず、大学からは出場停止処分となって身分が宙に浮く形となってしまい、ブレーブスが支払う予定だった契約金が保障されることを条件とした救済の為の特別ドラフトが行われ、抽選の結果交渉権を獲得したニューヨーク・メッツと4月3日に契約。

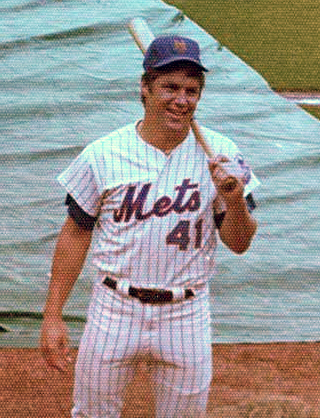
1974年

1967年4月13日のピッツバーグ・パイレーツ戦でメジャーデビュー。新人ながらオールスターゲームに選出され、9回に登板しセーブを記録。最終的に16勝13敗、防御率2.76を記録し、リーグ最下位に終わったチームでひとり気を吐いた。オフには最下位チームからは史上初となる新人王を受賞。
1968年は開幕投手を務める。4月15日のヒューストン・アストロズ戦では10回を2安打無失点と好投しながら勝敗付かず。その後も好投しながら援護がなく、5月まで防御率1.91ながら2勝に留まるが、6月に5勝を記録する。最終的に16勝12敗1セーブ、防御率2.20、205奪三振の成績を記録し、チームは球団史上最高の勝率.451を記録した。
1969年はエクスパンションによって4球団が誕生し、東西2地区制となった。7月9日のシカゴ・カブス戦で9回一死までパーフェクトに抑え、1安打無四球の「準完全試合」で完封勝利を挙げるなど、前半戦で8連勝を含む14勝を記録。後半戦は防御率1.67、8月9日から3完封を含む10連勝。25勝7敗、防御率2.21、208奪三振を記録し、最多勝利のタイトルを獲得。チームは100勝を挙げて地区優勝を果たす。ブレーブスとのナショナルリーグチャンピオンシップシリーズ（NLCS）では第1戦に先発登板し、7回を5失点ながら勝利投手となり、チームは3連勝で球団創設以来初のリーグ優勝。ボルチモア・オリオールズとのワールドシリーズでは第1戦に先発登板するが5回を4失点で敗戦投手。第4戦では9回に同点とされるも延長10回を1失点完投で王手をかける。第5戦も勝利し4勝1敗でワールドチャンピオンに輝いた。同年のメッツの躍進は「ミラクルメッツ」と呼ばれた。オフに初のサイ・ヤング賞を受賞し、MVPの投票ではウィリー・マッコビーと22ポイント差の2位だった。
1970年4月22日には試合前に前年のサイ・ヤング賞の表彰式が行われた。試合ではサンディエゴ・パドレス相手に、6回二死からMLB新記録の10打者連続奪三振を達成すると同時に、スティーブ・カールトンが持つ当時のMLB記録に並ぶ1試合19奪三振を記録した。10者連続奪三振に関してはギネス世界記録に認定されている。開幕から6連勝、6月9日からは9連勝するなど前半戦は14勝5敗、防御率2.40、178奪三振を記録し、オールスターゲームでは先発投手を務めた。後半戦は4勝に留まるが、18勝12敗、防御率2.82、283奪三振を記録。最終的に最優秀防御率・最多奪三振の二冠を獲得。
1971年は20勝10敗、防御率1.76、キャリアハイの289奪三振を記録し、2年連続で最優秀防御率・最多奪三振の二冠を獲得する。
1972年は21勝12敗、防御率2.92、249奪三振を記録。
1973年は19勝10敗、防御率2.08、251奪三振、リーグトップの18完投を記録し、3度目の最優秀防御率・最多奪三振の二冠を獲得。チームは4年ぶりの地区優勝を果たす。シンシナティ・レッズとのNLCSでは第1戦に先発登板し、13奪三振で無四球完投の好投を見せたが、9回にジョニー・ベンチにサヨナラ本塁打を浴びて敗戦投手。2勝2敗のタイで迎えた最終第5戦は9回途中を2失点の好投で勝利投手となり、リーグ優勝に貢献。オークランド・アスレティックスとのワールドシリーズでは第3戦で8回を12奪三振の好投も勝敗付かず。第6戦でも7回を2失点と好投するが援護がなく敗戦投手となり、チームは3勝4敗で敗退した。オフに2度目のサイ・ヤング賞を受賞した。
1974年は開幕から調子が上がらず、11勝11敗、防御率3.20とやや不本意な成績に終わる。オフの日米野球でメッツの一員として訪日した。
1975年は復活を果たし、前半戦で8連勝を含む13勝を記録し、2年ぶりにオールスターゲームに選出される。後半戦でも7連勝するなど最終的に22勝9敗、防御率2.38、243奪三振を記録し、最多勝利・最優秀防御率の二冠を獲得した。オフには3度目のサイ・ヤング賞を受賞した。
1976年は14勝11敗、MLB記録の9年連続200奪三振となる235奪三振で5度目の最多奪三振を獲得した。

### レッズ時代
1977年6月15日（当時のシーズン途中のトレード期限）に前年の新人王パット・ザクリーら4選手との交換トレードでレッズに移籍。
移籍後は14勝を記録し、シーズン通算で21勝6敗、防御率2.58、リーグ最多の7完封を記録。奪三振は196で連続200奪三振は9年で途切れた。
1978年6月16日のセントルイス・カージナルス戦でノーヒットノーランを達成。16勝14敗、226奪三振を記録した。オフにレッズの一員として日米野球に2度目の訪日を果たした。
1979年は序盤不調も6月9日から11連勝を記録し、16勝6敗、リーグ最多の5完封の成績でチームの地区優勝に貢献。パイレーツとのNLCSでは第1戦に先発登板し、8回を2失点と好投するが勝敗は付かず、延長で敗れる。チームは3連敗で敗退した。オフの日米野球にMLB選抜の一員として3度目の参加。
1980年は故障もあって前半戦は3勝に留まり、後半戦で持ち直したが10勝に終わる。
1981年は50日間に及ぶストライキによる中断があったが、14勝を記録して最多勝利を獲得。オフにはサイ・ヤング賞の投票ではフェルナンド・バレンズエラと3ポイント差の2位だった。
1982年は開幕から不調が続き、8月15日を最後に離脱。5勝13敗、防御率5.50とキャリアワーストの成績に終わり、連続2桁勝利は15年で途切れた。

### メッツ復帰
1982年12月16日に3選手との交換トレードで古巣メッツに復帰。
1983年4月5日のフィラデルフィア・フィリーズ戦で開幕投手を務め、ウォルター・ジョンソンが持つ開幕投手14回のMLB記録に並んだ（その後1985年と1986年にも開幕投手を務め、合計16回となった）。防御率は3.55ながら援護がなく、9勝14敗に終わる。

### ホワイトソックス時代
1984年1月20日にフリーエージェントの補償選手としてシカゴ・ホワイトソックスに移籍（球団は39歳で高額年俸のシーバーは要求されないと考え、プロテクトリストから外していた）。同年は投球内容は今一つながら15勝11敗を記録。
1985年8月4日のニューヨーク・ヤンキース戦で通算300勝を達成。16勝11敗、防御率3.17と復活を果たした。

### レッドソックス時代
1986年6月29日にトレードでボストン・レッドソックスに移籍。
レッドソックス移籍後は5勝を記録するが、シーズン終盤に故障。チームはリーグ優勝を果たし、ワールドシリーズで古巣メッツと対戦したが、ロースター入りはできなかった。オフにフリーエージェントとなり、一時はヤンキースが興味を示したが撤退。

### メッツ復帰と引退
1987年の開幕後にメッツとマイナー契約。マイナーリーグでの調整後のメジャー復帰を目指したが、マイナー選手相手に痛打されて自分の衰えを悟り、3度目のメッツのユニフォームで投げることなく、シーズン途中で現役引退を発表した。

### 引退後

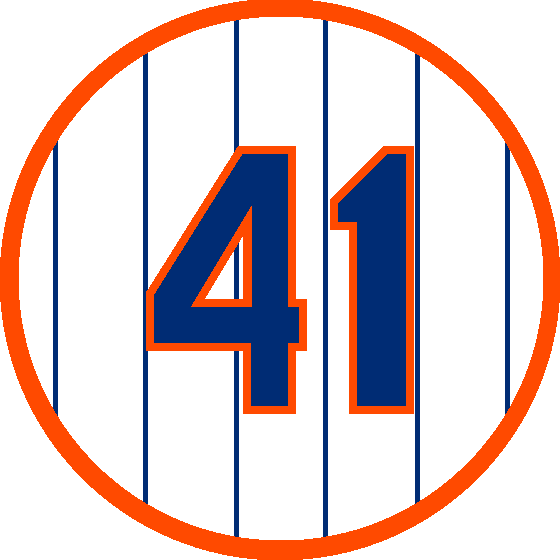
シーバーのメッツ在籍時の背番号「41」。
ニューヨーク･メッツの永久欠番に1988年指定。

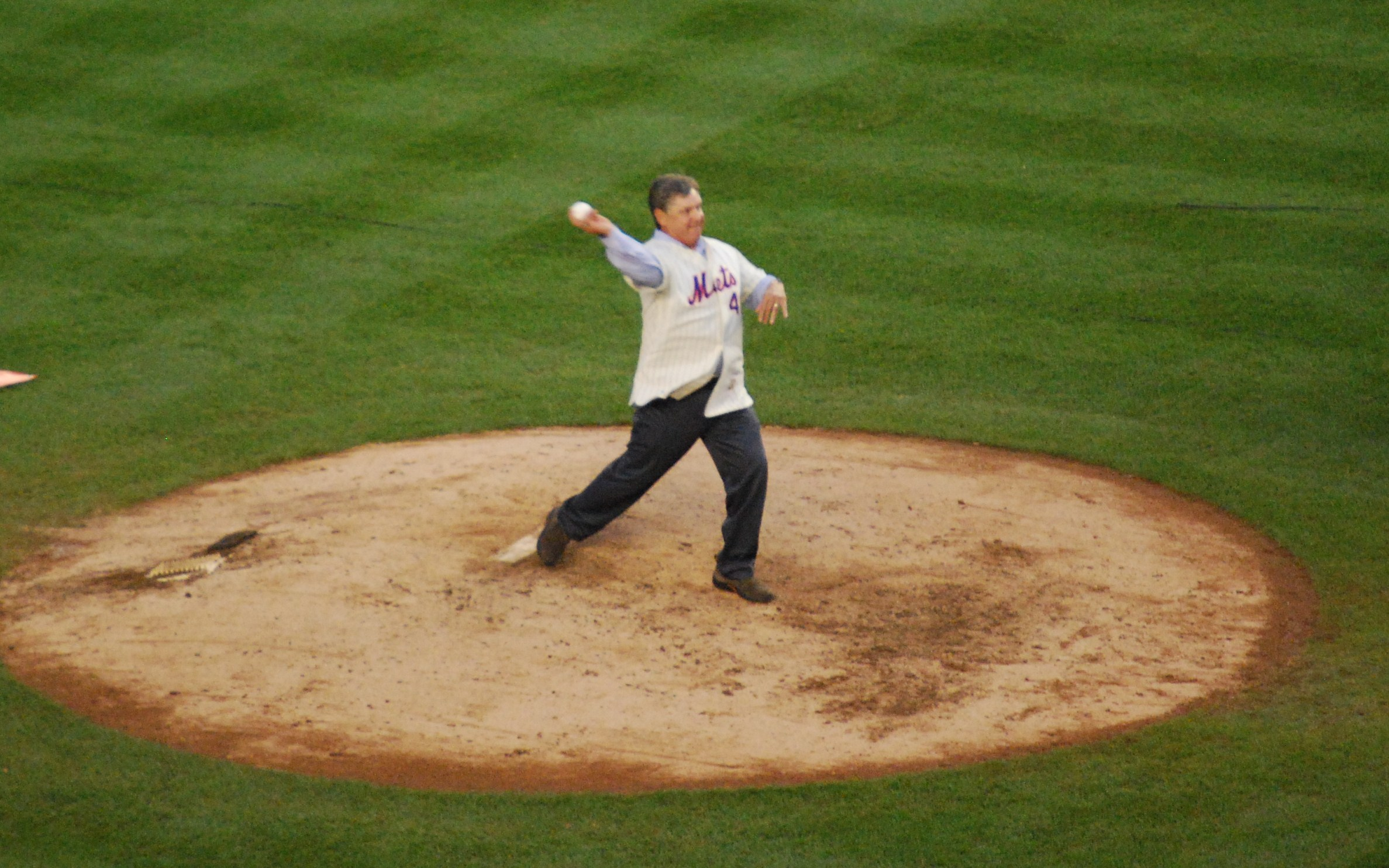
2008年9月28日、シェイ・スタジアム最終戦始球式で投げるシーバー

引退の翌1988年、シーバーのメッツ在籍時の背番号『41』が永久欠番に指定された。この後2016年にマイク・ピアッツァが殿堂入りを果たし、欠番に指定されるまで28年間、シーバーは存命する唯一のメッツの永久欠番選手だった。メッツでの通算198勝、2541奪三振は現在でもメッツの球団記録として残っている。メジャー通算3640奪三振は歴代6位（2025年現在）。
引退後はニューヨークのテレビ局アナウンサーや解説者、文筆業として活動するほか、夫人・娘とともにカリストガにて自身の名を冠したワイン農園「Seaver Vineyard」を拓き、ワイン生産も行った。またメッツ時代のチームメイトだったノーラン・ライアンとは親交があり、ライアンが1991年に通算300勝を達成した際、記念の盾を贈るプレゼンターを務めた。
1992年に資格取得1年目で、当時史上最多の得票率98.84%で野球殿堂入りを果たした。
2019年にシーバー自身が認知症を発症したため、第一線からの隠退を決めたことが家族より公表された。
2020年8月31日、前年に発症した認知症と、COVID-19による感染症との合併症により死去したことが報じられた。75歳没。

## 選手としての特徴
球種はライジングファストボール（フォーシーム）、シンキングファストボール（ツーシーム）、ファストボール、スライダー、カーブ、チェンジアップ。（米書「guide to pitchers」より）

## 詳細情報

### 年度別投手成績
| 年 度     | 球 団     | 登 板 | 先 発 | 完 投 | 完 封 | 無 四 球 | 勝 利 | 敗 戦 | セ 丨 ブ | ホ 丨 ル ド | 勝 率 | 打 者 | 投 球 回 | 被 安 打 | 被 本 塁 打 | 与 四 球 | 敬 遠 | 与 死 球 | 奪 三 振 | 暴 投 | ボ 丨 ク | 失 点 | 自 責 点 | 防 御 率 | W H I P |
| --------- | --------- | ----- | ----- | ----- | ----- | -------- | ----- | ----- | -------- | ----------- | ----- | ----- | -------- | -------- | ----------- | -------- | ----- | -------- | -------- | ----- | -------- | ----- | -------- | -------- | ------- |
| 1967      | NYM       | 35    | 34    | 18    | 2     | 1        | 16    | 13    | 0        | --          | .552  | 1029  | 251.0    | 224      | 19          | 78       | 6     | 5        | 170      | 5     | 0        | 85    | 77       | 2.76     | 1.20    |
| 1968      | NYM       | 36    | 35    | 14    | 5     | 3        | 16    | 12    | 1        | --          | .571  | 1088  | 277.2    | 224      | 15          | 48       | 5     | 8        | 205      | 8     | 1        | 73    | 68       | 2.20     | 0.98    |
| 1969      | NYM       | 36    | 35    | 18    | 5     | 2        | 25    | 7     | 0        | --          | .781  | 1089  | 273.1    | 202      | 24          | 82       | 9     | 7        | 208      | 8     | 1        | 75    | 67       | 2.21     | 1.04    |
| 1970      | NYM       | 37    | 36    | 19    | 2     | 2        | 18    | 12    | 0        | --          | .600  | 1173  | 290.2    | 230      | 21          | 83       | 8     | 4        | 283      | 6     | 0        | 103   | 91       | 2.82     | 1.08    |
| 1971      | NYM       | 36    | 35    | 21    | 4     | 5        | 20    | 10    | 0        | --          | .667  | 1103  | 286.1    | 210      | 18          | 61       | 2     | 4        | 289      | 5     | 1        | 61    | 56       | 1.76     | 0.95    |
| 1972      | NYM       | 35    | 35    | 13    | 3     | 3        | 21    | 12    | 0        | --          | .636  | 1060  | 262.0    | 215      | 23          | 77       | 2     | 5        | 249      | 8     | 0        | 92    | 85       | 2.92     | 1.11    |
| 1973      | NYM       | 36    | 36    | 18    | 3     | 0        | 19    | 10    | 0        | --          | .655  | 1147  | 290.0    | 219      | 23          | 64       | 5     | 4        | 251      | 5     | 0        | 74    | 67       | 2.08     | 0.98    |
| 1974      | NYM       | 32    | 32    | 12    | 5     | 2        | 11    | 11    | 0        | --          | .500  | 956   | 236.0    | 199      | 19          | 75       | 10    | 3        | 201      | 4     | 2        | 89    | 84       | 3.20     | 1.16    |
| 1975      | NYM       | 36    | 36    | 15    | 5     | 1        | 22    | 9     | 0        | --          | .710  | 1115  | 280.1    | 217      | 11          | 88       | 6     | 4        | 243      | 7     | 1        | 81    | 74       | 2.38     | 1.09    |
| 1976      | NYM       | 35    | 34    | 13    | 5     | 2        | 14    | 11    | 0        | --          | .560  | 1079  | 271.0    | 211      | 14          | 77       | 9     | 4        | 235      | 12    | 0        | 83    | 78       | 2.59     | 1.06    |
| 1977      | NYM       | 13    | 13    | 5     | 3     | 1        | 7     | 3     | 0        | --          | .700  | 390   | 96.0     | 79       | 7           | 28       | 3     | 0        | 72       | 3     | 1        | 33    | 32       | 3.00     | 1.01    |
| 1977      | CIN       | 20    | 20    | 14    | 4     | 3        | 14    | 3     | 0        | --          | .824  | 641   | 165.1    | 120      | 12          | 38       | 3     | 0        | 124      | 4     | 0        | 45    | 43       | 2.34     | 0.96    |
| '77計     | CIN       | 33    | 33    | 19    | 7     | 4        | 21    | 6     | 0        | --          | .778  | 1031  | 261.1    | 199      | 19          | 66       | 6     | 0        | 196      | 7     | 1        | 78    | 75       | 2.58     | 1.01    |
| 1978      | CIN       | 36    | 36    | 8     | 1     | 1        | 16    | 14    | 0        | --          | .533  | 1075  | 259.2    | 218      | 26          | 89       | 11    | 0        | 226      | 6     | 1        | 97    | 83       | 2.88     | 1.18    |
| 1979      | CIN       | 32    | 32    | 9     | 5     | 3        | 16    | 6     | 0        | --          | .727  | 868   | 215.0    | 187      | 16          | 61       | 6     | 0        | 131      | 4     | 0        | 85    | 75       | 3.14     | 1.15    |
| 1980      | CIN       | 26    | 26    | 5     | 1     | 0        | 10    | 8     | 0        | --          | .556  | 692   | 168.0    | 140      | 24          | 59       | 3     | 1        | 101      | 4     | 0        | 74    | 68       | 3.64     | 1.18    |
| 1981      | CIN       | 23    | 23    | 6     | 1     | 0        | 14    | 2     | 0        | --          | .875  | 671   | 166.1    | 120      | 10          | 66       | 8     | 3        | 87       | 5     | 0        | 51    | 47       | 2.54     | 1.12    |
| 1982      | CIN       | 21    | 21    | 0     | 0     | 0        | 5     | 13    | 0        | --          | .278  | 501   | 111.1    | 136      | 14          | 44       | 4     | 3        | 62       | 3     | 0        | 75    | 68       | 5.50     | 1.62    |
| 1983      | NYM       | 34    | 34    | 5     | 2     | 0        | 9     | 14    | 0        | --          | .391  | 962   | 231.0    | 201      | 18          | 86       | 5     | 4        | 135      | 10    | 0        | 104   | 91       | 3.55     | 1.24    |
| 1984      | CWS       | 34    | 33    | 10    | 4     | 3        | 15    | 11    | 0        | --          | .577  | 978   | 236.2    | 216      | 27          | 61       | 3     | 2        | 131      | 5     | 0        | 108   | 104      | 3.95     | 1.17    |
| 1985      | CWS       | 35    | 33    | 6     | 1     | 0        | 16    | 11    | 0        | --          | .593  | 993   | 238.2    | 223      | 22          | 69       | 6     | 8        | 134      | 10    | 0        | 103   | 84       | 3.17     | 1.22    |
| 1986      | CWS       | 12    | 12    | 1     | 0     | 0        | 2     | 6     | 0        | --          | .250  | 309   | 72.0     | 66       | 9           | 27       | 1     | 5        | 31       | 1     | 0        | 37    | 35       | 4.38     | 1.29    |
| 1986      | BOS       | 16    | 16    | 1     | 0     | 0        | 5     | 7     | 0        | --          | .417  | 450   | 104.1    | 114      | 8           | 29       | 1     | 2        | 72       | 3     | 0        | 46    | 44       | 3.80     | 1.37    |
| '86計     | BOS       | 28    | 28    | 2     | 0     | 0        | 7     | 13    | 0        | --          | .350  | 759   | 176.1    | 180      | 17          | 56       | 2     | 7        | 103      | 4     | 0        | 83    | 79       | 4.03     | 1.34    |
| MLB：20年 | MLB：20年 | 656   | 647   | 231   | 61    | 32       | 311   | 205   | 1        | --          | .603  | 19369 | 4782.2   | 3971     | 380         | 1390     | 116   | 76       | 3640     | 126   | 8        | 1674  | 1521     | 2.86     | 1.12    |

- 各年度の太字はリーグ最高

### 年度別守備成績
| 年 度 | 球 団 | 投手（P） | 投手（P） | 投手（P） | 投手（P） | 投手（P） | 投手（P） |
| 年 度 | 球 団 | 試 合     | 刺 殺     | 補 殺     | 失 策     | 併 殺     | 守 備 率  |
| ----- | ----- | --------- | --------- | --------- | --------- | --------- | --------- |
| 1967  | NYM   | 35        | 17        | 38        | 1         | 3         | .982      |
| 1968  | NYM   | 36        | 21        | 48        | 1         | 4         | .986      |
| 1969  | NYM   | 36        | 18        | 48        | 2         | 7         | .971      |
| 1970  | NYM   | 37        | 19        | 46        | 3         | 3         | .956      |
| 1971  | NYM   | 36        | 17        | 38        | 1         | 3         | .982      |
| 1972  | NYM   | 35        | 17        | 40        | 3         | 3         | .950      |
| 1973  | NYM   | 36        | 26        | 35        | 5         | 1         | .924      |
| 1974  | NYM   | 32        | 9         | 42        | 1         | 7         | .981      |
| 1975  | NYM   | 36        | 21        | 43        | 4         | 6         | .941      |
| 1976  | NYM   | 35        | 12        | 41        | 1         | 3         | .981      |
| 1977  | NYM   | 13        | 6         | 17        | 1         | 0         | .958      |
| 1977  | CIN   | 20        | 7         | 16        | 0         | 3         | 1.000     |
| '77計 | CIN   | 33        | 13        | 33        | 1         | 3         | .979      |
| 1978  | CIN   | 36        | 15        | 28        | 6         | 2         | .878      |
| 1979  | CIN   | 32        | 22        | 26        | 2         | 2         | .960      |
| 1980  | CIN   | 26        | 16        | 26        | 0         | 0         | 1.000     |
| 1981  | CIN   | 23        | 8         | 22        | 1         | 1         | .968      |
| 1982  | CIN   | 21        | 7         | 11        | 2         | 1         | .900      |
| 1983  | NYM   | 34        | 22        | 28        | 4         | 0         | .926      |
| 1984  | CWS   | 34        | 11        | 40        | 0         | 2         | 1.000     |
| 1985  | CWS   | 35        | 20        | 43        | 2         | 2         | .969      |
| 1986  | CWS   | 12        | 4         | 7         | 0         | 0         | 1.000     |
| 1986  | BOS   | 16        | 13        | 9         | 2         | 1         | .917      |
| '86計 | BOS   | 28        | 17        | 16        | 2         | 1         | .943      |
| MLB   | MLB   | 656       | 328       | 692       | 42        | 54        | .960      |

- 各年度の太字はリーグ最高

### タイトル
- 最多勝利：3回（1969年、1975年、1981年）
- 最優秀防御率：3回（1970年、1971年、1973年）
- 最多奪三振：5回（1970年、1971年、1973年、1975年、1976年）

### 表彰
- サイ・ヤング賞：3回（1969年、1973年、1975年）
- 新人王（1967年）

### 記録
- MLBオールスターゲーム選出：12回（1967年 - 1973年、1975年 - 1978年、1981年）
- ノーヒットノーラン：1回（1978年6月16日、対セントルイス・カージナルス戦）
- 10打者連続奪三振（1970年4月22日）※ギネス世界記録認定[1]
- 9年連続200奪三振（1968年 - 1976年）
- アメリカ野球殿堂入り得票率：98.84%（第2位）

#### メッツ球団通算記録
- 勝利数：198（歴代1位）
- 登板数：401（歴代4位）
- 投球回：3045.2（歴代1位）
- 奪三振：2541（歴代1位）
- 先発数：395（歴代1位）
- 完投数：171（歴代1位）
- 完封数：44（歴代1位）
- 防御率：2.57（歴代1位、1500イニング以上）
- 勝率：.615（歴代2位、1000イニング以上）
- WHIP：1.076（歴代1位、1500イニング以上）
- 被安打率：7.18（歴代1位、2000イニング以上）
- 被本塁打率：0.63（歴代2位、1500イニング以上）
- K/BB：3（歴代1位、1500イニング以上）[12]

#### メッツ球団シーズン記録
- 勝利数：25（1968年、歴代1位）、22（1975年、歴代3位）
- 投球回：290.2（1970年、歴代1位）、290（1973年、歴代2位）、286.1（1971年、歴代3位）
- 奪三振：289（1971年、歴代1位）、283（1970年、歴代2位）
- 先発数：36（1970年・1973年・1975年、歴代1位）
- 完投数：21（1971年、歴代1位）、19（1970年、歴代2位）、18（1967年・1969年・1973年、歴代3位）
- 防御率：1.76（1971年、規定投球回以上3位）
- WHIP：0.946（1971年、規定投球回以上3位）[13]

### 背番号
- 41（1967年 - 1986年）※ニューヨーク・メッツの永久欠番